# ワンダー☆ダイナギガスペシャル 小野坂の野望
ワンダー☆ダイナギガスペシャル　小野坂の野望（ワンダーダイナギガスペシャルおのさかのやぼう）は、小野坂昌也がパーソナリティ、麻績村まゆ子がアシスタントパーソナリティを務めるラジオ番組である。

## 基本情報
- 放送局 - 文化放送、北日本放送
- 放送時間

文化放送 毎週日曜日20:30 - 21:00
北日本放送 毎週日曜日21:30 - 22:30
- 放送期間 - 1997年10月 - 1998年3月